# Доросевич, Александр Евдокимович
Алекса́ндр Евдоки́мович Доросе́вич (28 октября 1946 года, дер. Поповцы Шкловского района Могилевской области — 10 февраля 2022) — советский и российский патологоанатом, доктор медицинских наук (1988), профессор (1989). Заслуженный деятель науки Российской Федерации (2021).

## Биография
Александр Евдокимович Доросевич родился 28 октября 1946 года в дер. Поповцы Шкловского района Могилевской области, Белорусской ССР.
В 1971 году успешно окончил лечебный факультет Смоленского медицинского института (ныне Смоленский государственный медицинский университет). Учился в аспирантуре института, окончил — в 1974 году.
В дальнейшем повышал квалификацию на многочисленных курсах: повышения квалификации преподавателей Ленинградского санитарно-гигиенического мединститута по специальности «патологическая анатомия» (1976, 1989); в цикле усовершенствования «Избранные вопросы патологической анатомии» Центрального ордена Ленина института усовершенствования врачей (ЦОЛИУВ), Москва (1978); подготовки и повышение квалификации научно-педагогических кадров Московской медицинской академии им. И. М. Сеченова (1995); сертификационного цикла по специальности «патологическая анатомия» (1997, 2008), по программе «Организация здравоохранения и общественное здоровье» (1998, 2005) в Смоленском государственном медицинском университете; повышения квалификации в Санкт-Петербургской государственной педиатрической медицинской академии по специальности «Психология и педагогика высшей школы» (2005) и др.
В 1974 году защитил кандидатскую диссертацию на тему «К иммуноморфогенезу экспериментального инфекционно-аллергического миокардита». В 1988 году защитил докторскую — на тему «Паренхиматозно-стромальные взаимоотношения при раке молочной железы до и после лучевой терапии». Имеет ученые степени и звания: кандидат медицинских наук (1975) и доктор медицинских нук (1988), профессор (1989); член-корреспондент РАЕН (1998).
Место работы: ассистент, заведующий (1988), кафедра патологической анатомии Смоленского медицинского института (1974—1980); старший научный сотрудник, Смоленский медицинский институт (1980—1988); директор Смоленского областного института патологии (1994), Главный патологоанатом комитета здравоохранения администрации Смоленской области.
Область научных интересов: лечение синдрома приобретённого иммунного дефицита, иммуноморфогенез инфекционно-аллергического миокардита, морфологии, механизма развития апоптоза и др. Изучил и внедрил в практику критерии прогноза рака молочной железы; разработал концепцию опухолевого роста.
Под руководством А. Е. Доросевича подготовлено 11 докторов и 30 кандидатов медицинских наук.
Кроме того, А. Е. Доросевич — президент Смоленской ассоциации ученых (1993); член Совета Общественной палаты Смоленской области, проблемной комиссии «Морфология опухолей» Научного совета по проблеме «Злокачественные образования» при Президиуме РАМН, Центральной проблемной комиссии при Минздраве РФ по преподаванию патологической анатомии и др.
Умер 10 февраля 2022 года в Смоленске на пешеходном переходе около «Красного Креста» на улице Тенишевой.

## Награды и звания
- Заслуженный деятель науки Российской Федерации 18 мая 2021 — за большие заслуги в научной и педагогической деятельности, подготовке квалифицированных специалистов и многолетнюю добросовестную работу[2].
- «Отличник здравоохранения»
- Серебряная медаль им. И. П. Павлова

## Труды
Александр Евдокимович Доросевич имеет 6 авторских свидетельств на изобретения и 3 патента, является автором около 250 научных работ, включая 7 монографий, руководства и учебного пособия.
- Морфологическое проявление блокирующего действия иммуноглобулинов и иммунных комплексов при раке молочной железы до и после лучевого лечения // Арх. пат., 1988. — № 4.- С.11-16;
- Смоленский областной институт патологии — современная форма организации патологоанатомической службы: организационно-тактические принципы создания и повседневной деятельности // Арх. пат., 1999. — № 2. — С. 40-44;
- Гистологическая и микроскопическая техника: Руководство. — Смоленск: САУ, 2000 (в соавторстве).